# Divizia Națională 1994-1995
La Divizia Națională 1994-1995 è stata la quarta edizione della massima serie campionato di calcio moldavo concluso con la vittoria dello Zimbru Chișinău, al suo quarto titolo.

## Formula
Il numero di squadre passò da 16 a 14 e disputarono un turno di andata e ritorno per un totale di 26 giornate. In previsione di aumentare nuovamente il numero dei club, venne retrocessa una sola squadra.
La squadra campione si qualificò alla Coppa UEFA 1995-1996 mentre la squadra vincitrice della coppa nazionale alla Coppa delle Coppe 1995-1996.
L'Amocom Chișinău cambiò nome in Sportul Studentesc Chișinău e il Vilia Briceni diventò Progresul Briceni

## Squadre
| Squadra                     | Città     | Stadio | Stagione 1993-1994   |
| --------------------------- | --------- | ------ | -------------------- |
| Agro-Goliador Chișinău      | Chișinău  |        | 8°                   |
| Bugeac Comrat               | Comrat    |        | 6°                   |
| Sportul Studentesc Chișinău | Chișinău  |        | 9°                   |
| Cristalul Fălești           | Fălești   |        | 11°                  |
| Torentul Chișinău           | Chișinău  |        | 7°                   |
| Olimpia Bălți               | Bălți     |        | 5°                   |
| MHM 93 Chișinău             | Chișinău  |        | Divizia A            |
| Tighina                     | Tighina   |        | 10°                  |
| Tiligul                     | Tiraspol  |        | 2°                   |
| Zimbru Chișinău             | Chișinău  |        | Campione di Moldavia |
| Codru Călărași              | Călărași  |        | 3°                   |
| Nistru Otaci                | Otaci     |        | 4°                   |
| Nistru Cioburciu            | Cioburciu |        | 12°                  |
| Progresul Briceni           | Briceni   |        | 13°                  |

## Classifica
|  | Pos. | Squadra                     | Pt | G  | V  | N | P  | GF | GS | DR  |
|  | ---- | --------------------------- | -- | -- | -- | - | -- | -- | -- | --- |
|  | 1.   | Zimbru Chișinău             | 67 | 26 | 21 | 4 | 1  | 69 | 10 | +59 |
|  | 2.   | Tiligul                     | 66 | 26 | 21 | 3 | 2  | 78 | 18 | +60 |
|  | 3.   | Olimpia Bălți               | 57 | 26 | 17 | 6 | 3  | 53 | 24 | +29 |
|  | 4.   | FC Tighina                  | 56 | 26 | 18 | 2 | 6  | 44 | 18 | +26 |
|  | 5.   | Nistru Otaci                | 49 | 26 | 15 | 4 | 7  | 55 | 25 | +30 |
|  | 6.   | MHM 93 Chișinău             | 36 | 26 | 10 | 6 | 10 | 28 | 30 | -2  |
|  | 7.   | Bugeac Comrat               | 31 | 26 | 10 | 1 | 15 | 29 | 56 | -27 |
|  | 8.   | Agro-Goliador Chișinău      | 30 | 26 | 8  | 6 | 12 | 24 | 37 | -13 |
|  | 9.   | Codru Călărași              | 29 | 26 | 8  | 5 | 13 | 26 | 38 | -12 |
|  | 10.  | Torentul Chișinău           | 23 | 26 | 6  | 5 | 15 | 24 | 44 | -20 |
|  | 11.  | Sportul Studentesc Chișinău | 23 | 26 | 7  | 2 | 17 | 23 | 46 | -23 |
|  | 12.  | Progresul Briceni           | 23 | 26 | 7  | 2 | 17 | 22 | 56 | -34 |
|  | 13.  | Nistru Ciobruciu            | 20 | 26 | 5  | 5 | 16 | 27 | 46 | -19 |
|  | 14.  | Cristalul Fălești           | 9  | 26 | 2  | 3 | 21 | 15 | 69 | -54 |

Legenda:

      Campione di Moldavia
      Retrocessa in Divizia A
Note:

Due punti a vittoria, uno a pareggio, zero a sconfitta.

## Verdetti
- Campione: Zimbru Chișinău, quarto titolo. Qualificato alla Coppa UEFA 1995-1996
- Retrocesse in Divizia "A": Cristalul Fălești